# الإخوان المسلمون في البحرين
تعتبر جمعية الإصلاح (البحرين) هي جناح الإخوان المسلمين في مملكة البحرين وهي تشارك في البرلمان البحريني من خلال ذراعها السياسي جمعية المنبر الإٍسلامي.
و يختلف الإخوان المسلمون في البحرين عن غيرهم في الدول العربية لكونهم مواليين للسلطة الحاكمة على عكس غيرهم في الدول العربية مثل إخوان سوريا وإخوان مصر وإخوان الأردن والسبب في ذلك يعود إلى أن الحكومة قد ساعدت الإخوان المسلمين في البحرين من أجل صد المد الناصري في منتصف القرن الماضي.